# Cane Pastore di Oropa
Der Cane da Pastore di Oropa oder auch "Cane da Pastore Biellese", also im Deutschen ein "Bielleser Schäferhund", ist eine bisher von der "Fédération cynologique internationale" noch nicht anerkannte Hunderasse.

## Beschreibung
Der Cane Pastore di Oropa ist seit 2018 auf nationaler Ebene von der "Ente Nazionale Cinofilia Italiana" anerkannt. Er wird im Nordpiemont und Aostatal als Gebrauchshund von eben diesen namensgebenden Schäfern in Höhen ab 1200 bis 2500 Metern als Hütehunde eingesetzt. Sie betreuen in den Alpen und Voralpen der Täler zwischen Aostatal und Sesiatal die Bielleser und Bergamaskerschafe oder die typischen Aosta-Rinder und die "Pezzata Rossa d'Oropa", typische alpine Rinderarten der Bielleser Voralpenlandschaft.
Ihre Energie und der kräftige Körperbau und die daraus resultierenden physische Reserven prädestinieren sie für die teilweise harte Hütearbeit in diesen Höhen. Ihr dichtes Unterfell hilft ihnen überdies, sehr niedrige Temperaturen und Regenperioden problemlos auszuhalten.
Sie sind fast nur in den oben benannten Gegenden Italiens anzutreffen, es sind aber auch besonders Rüden, die etwas ungeduldiger und dickköpfiger sind, im Gegensatz zu den Weibchen, und somit weniger für die Hütearbeit geeignet sind, ins Ausland oder andere Regionen Italiens gelangt.
Wo sie auftauchen, werden sie oft mit dem kleineren Australian Shepherd verwechselt. In der Regel haben die Tiere eine Schulterhöhe von 45–60 cm und wiegen zwischen 18 und 35 kg, wobei die Männchen kräftiger sind als die Weibchen. Die Hunde sind meist mehrfarbig, entweder auf grauem oder weißem Basisfell.
Durch die Veränderungen in der Schaf- und Rinderhaltung ist auch der Bielleser Schäferhund seit Jahren vom Aussterben bedroht und verschiedene Initiativen wie die "Amici del Cane d'Oropa" versuchen durch ihre Öffentlichkeitsarbeit ihren Erhalt zu unterstützen.